# Албански национализам у Северној Македонији
Албански национализам у Северној Македонији вуче корене из ширег албанског националистичког покрета који је настао као одговор на источну кризу (1878) и предложио поделу насељених земаља османских Албанаца на Балкану између суседних земаља. Током остатка касног османског периода кулминирала су разна неслагања између албанских националиста и Османског царства око социо-културних права. Балкански ратови (1912–1913) који су се завршили османским поразом, српски, а касније и југословенски суверенитет над тим подручјем, генерисали су албански национализам који је постао различит од Северне Македоније, наглашавајући албански језик, културу и идентитет у контексту државних и друштвено-политичких права. Паналбанска осећања су такође присутна и историјски су постигнута само једном када су западну Македонију ујединиле снаге италијанске осовине са својим протекторатом Албаније током Другог светског рата.
Након поновног укључења Југославији, албански национализам у Северној Македонији се ослањао на друштвено-политичке утицаје који потичу од албанског национализма на Косову. Будући да је мањинско становништво, додавање ислама је такође обликовало и уклопило дефиниције локалног националног албанског идентитета у супротности са православном словенском македонском већином. Традиције оружаног отпора локалних Албанаца дешавале су се током времена, а најновија борба (2001) била је између герилских бораца Ослободилачке националне армије (ОНА) и македонских оружаних снага. Сукоб је окончан усвајањем Охридског споразума (2001) којим се гарантују широка социополитичка и језичка права Албанаца у земљи, задовољавајући главни принцип албанског национализма у Северној Македонији.

## Историја

### Касни османски период
Албански национални покрет се први пут појавио на Косову кроз Призренску лигу уз присуство албанских делегата из Македоније који су покушали да спрече да територије насељене Албанцима буду додељене суседним државама. Муслимански Албанци у Македонији током османског периода били су или углавном присталице Османског царства или неки попут албанских парламентараца који су критиковали османске мере усмерене на сузбијање друштвено-културног изражавања Албанаца. Битољски вилајет је била важан центар за бугарски ВМРО и почеци албанског националистичког покрета у настајању међу већински муслиманским становништвом појавили су се због фрустрације османским властима и њихове неефикасности да их заштите. Истакнути појединци у оквиру албанског покрета из покрајине Манастир веровали су да ће заједничко деловање са Младотурским покретом побољшати њихов положај, а већинско чланство албанског одбора такође је било чланови Младотурског покрета. Године 1908, османски официр албанског порекла Ахмед Нијази-бег заједно са Албанцима из региона подстакао је Младотурску револуцију.
Неки људи који су долазили из балканског албанског говорног или културног простора и који су често припадали урбаној елити у Македонији која је мигрирала у Анадолију нису се увек идентификовали са концептом албанизма. Уместо тога, усвојили су османско турско гледиште и почели да се називају Турцима или грађанима који говоре турски језик. Због ефеката социо-језичке асимилације, промотери албанског национализма су се забринули због миграције у Анадолију и деградирали Албанце из нижих слојева који су кренули на пут. 1908. године, Манастирски конгрес у Битољу са присутним муслиманским, католичким и православним делегатима сложио се да се усвоји албанско писмо засновано на латиници и тај потез се сматрао важним кораком за уједињење Албаније. Неки конзервативни албански муслимани и свештенство, заједно са османском владом, противили су се латиничном писму и преферирали албанско писмо засновано на арапском, због забринутости да латинично писмо подрива везе са исламским светом. Османска држава је организовала конгрес у Дебру (1909) са намером да се тамошњи Албанци изјасне као Османлије, обећавајући да ће бранити свој територијални суверенитет и усвојити албанско арапско писмо. Због питања писма и других младотурских политика, односа између албанских елита и националиста, многе муслиманске и османске власти су се поквариле. Османска младотурска влада је била забринута да би албански национализам могао инспирисати друге муслиманске националности у правцу национализма и сепаратизма и угрозити јединство царства засновано на исламу.

### Балкански ратови, Први светски рат, међуратни период и Други светски рат
Османска власт је окончана 1912. године током Балканских ратова и Македонија са албанским становништвом улази у састав Србије. Крај Првог светског рата довео је до тога да Албанци у Македонији постану део Краљевине СХС. Качак покрет састављен од наоружаних албанских герилаца који су се одупирали српским снагама био је активан у западној Македонији током 1920-их пре него што је угушен крајем деценије. Покрет је допринео развоју албанске националне свести у Македонији. Југословенске власти су забраниле албански језик, а неки Албанци су натерани на емиграцију. Забрањено је световно образовање на албанском језику у Македонији и другим срединама у Југославији са албанским становништвом. Почетком Другог светског рата, западна Македонија је припојена Италији и свом протекторату Албанији стварајући Велику Албанију под италијанском контролом. Италијанске власти у западној Македонији дозволиле су употребу албанског језика у школама, универзитетском образовању и администрацији. У западној Македонији и другим новим територијама припојеним Албанији, неалбанци су морали да похађају албанске школе у којима се учио наставни план и програм који је садржао национализам уз фашизам, а натерани су да усвоје албанске облике за своја имена и презимена. Неки Албанци у западној Македонији придружили су се Бали Комбетару, а најзначајнији је Џем Хаса који је заједно са својим снагама сарађивао са силама Осовине у разним операцијама усмереним на комунистичке албанске и македонске партизане.

### Комунистичка Југославија
Завршетком Другог светског рата, подручја насељена Албанцима су ушла у састав Социјалистичке Републике Македоније у оквиру Југославије. Југословенски попис из 1948. године забележио је 179.389 Албанаца у Македонији и тај број је пао на 165.524 Албанца 1953. Пад броја приписује се раколу Тито-Стаљин од 203.938 проглашених Турака (1953.), 27.086 су дали албански као матерњи језик, а током 1950-их-1960-их неки Албанци су се изјашњавали као Турци да би мигрирали у Турску и побегли од југословенске комунизма. Већина Албанаца у региону, свесни разлика са косовским Србима и македонске националности у настајању, прихватила је албански национални идентитет. Све мањи број Албанаца тврдио је да има турски идентитет јер су старе османске милетске класификације засноване на верској идентификацији нестајале. Ове промене су извршиле притисак на друге муслиманске мањине које живе у албанским областима да се асимилују као Албанци. Неки албански националисти су такође били репресирани због изражавања подршке локалном словенском становништву са бугарском самосвесношћу и ставом Бугарске по македонском питању. Крајем шездесетих година 20. века незадовољство Албанаца у Македонији резултирало је протестима који су позивали да се етно-језичка права, поред већинских албанских подручја у Македонији, припоје косовској републици и постану седми такав ентитет у оквиру југословенске федерације. Овај растући албански национализам комунистичке власти су посматрале као претњу територијалном интегритету и постојању Македоније. Југословенски устав из 1974. давао је широка права Албанцима на Косову, док су у Македонији Албанци имали ограничена етничка права.

#### Албански национализам током 1980-их
До касних 1970-их и раних 1980-их организовани албански сепаратизам проширио се на Македонију, а југословенске снаге безбедности су тврдиле да су откриле две албанске сепаратистичке организације. Македонске комунистичке власти забринуте због позива Албанаца да се Косово успостави као седма југословенска република подржале су тврдолинијашки приступ Србије и потиснуле изразе албанског национализма. Многи албански активисти у Македонији током 1980-их били су у затвору на дуге периоде под оптужбама за сепаратизам и иредентизам. Године 1982. комунистички званичници су оптужили албанске националисте (укључујући и неке муслиманске албанске свештенике) да су извршили притисак на македонске Роме, Турке и муслимане који говоре македонски (Торбеши) да се изјасне као Албанци током пописа. Изрази албанског национализма кроз литературу, слогане и вандализам десили су се током 1982. године у региону Тетова и Охрида, док су македонске власти биле у стању приправности. Припадници младе албанске елите у Македонији отишли су на Косово и албанска интелектуална сцена је престала, док је ислам постао једини излаз за младе Албанце.
У Македонији од касних 1980-их па надаље недостатак већинске атеистичке албанске елите појачао је везе између политичких партија и верског естаблишмента који је укоријенио ислам у етнонационалне самодефиниције међу Албанцима. Југословенске власти забринуте да би се албански национализам са Косова могао проширити на Македонију настојале су да ослабе етнонационалну свест Албанаца и покушале су да их асимилују у Македонији. То је учињено фрагментацијом муслиманске заједнице по етничким линијама подстицањем и ширењем македонске националне свести међу муслиманима који говоре македонски (Торбеши). Исламска заједница Југославије у којој су доминирали словенски муслимани супротстављала се током 1980-их албанским кандидатима да се попну на челну позицију Reis ul-ulema због тврдњи да албанско муслиманско свештенство покушава да албанизира муслиманске Словене у Македонији. Македонски комунисти подржавали су муслиманске верске институције које су деловале као бедем за сузбијање албанског национализма. Као такве школе на албанском језику су затворене средином 1980-их, а Иса-бегова медреса је поново отворена која је постала централна тачка за образовање југословенских муслиманских Албанаца.
Македонски комунисти су сматрали да су школе на албанском језику и њихови школски програми инфилтрирани албанским национализмом и иредентизмом са акцијама које су власти предузеле да смање та осећања. Неке од тих мера против албанског образовања укључивале су захтев за коришћење само македонског језика (1981) и отпуштање наставника који не поштују правила. Преполовио се број албанских ученика у школама. Ти догађаји су изазвали забринутост у албанској заједници што је резултирало протестима, бојкотима и другим тензијама са комунистичким властима и државом. За неке албанске народне песме такође се сматрало да имају националистички садржај, а њихово коришћење на радију је осуђивано, а уз употребу албанских топонима обе су забрањене. Уведена су ограничења и забране албанским родитељима да своју новорођену децу дају именима која су сматрана националистичким, као што су Shqipë, Liriduam (што значи желети слободу), Alban, Albana, Flamur (албанска застава), Kushtrim и друга која су значила лојалност комунистичких власти комунистичким Албанија. Наталитет код Албанаца изазвао је забринутост код комунистичких власти које су сматрале да то доприноси растућем албанском национализму, а мере планирања породице донете су у општинама западне Македоније како би се родитељи ограничили на двоје деце.
Неки албански званичници су отпуштени због присуства свадбама на којима су се певале националистичке песме, док су многи културни клубови затворени. Кампања против албанског национализма називана је диференцијацијом. Македонске комунистичке власти забринуте због растућег албанског национализма тврдиле су да су Турци и муслимани који говоре македонски (Торбеш) били албанизовани кроз албанске политичке и културне притиске. Џамије у Македонији биле су под контролом комуниста и оне су се претвориле у места која су штитила и неговала албански национални идентитет. Комунистичке власти су почеле да виде ислам као оруђе албанског национализма. У покушају да се укине верски идентитет, македонске комунистичке власти су предузеле мере које су присвојиле муслиманске објекте за државну употребу, уништиле исламске библиотеке и изградиле два пута кроз муслиманска гробља у Тетову и Гостивару. Албански активисти у Тетову су 1990. организовали демонстрације које су позивале на стварање Велике Албаније. Албански националисти су на своје укључивање у Југославију гледали као на окупацију.

### Пост Југославија: Независност Македоније и побуна 2001
Албанци у Македонији, заједно са својим колегама косовским Албанцима, након пада комунизма постали су главна сила која је управљала албанским национализмом. Иако ислам није постао главна жаришна тачка у артикулисању албанског политичког национализма, он је утицао на колективни поглед на Албанце у Македонији. Са осамостаљењем Македоније (1991) статус Албанаца је деградиран на "националну мањину" из претходне југословенске категорије "националности". Док се у уставу Македонија наводи као национална држава Македонаца.
У Западној Македонији са већинском албанском већином одржан је референдум (1992) са 72% бирача са правом гласа за аутономију и федерализацију Македоније. Исход тог потеза имао је политичке последице јер су неки албански политичари из региона Тетова и Струге прогласили Републику Илириду током 1991-1992. године са циљем уједињења свих Албанаца Југославије у један ентитет. Име Илирида је портманто настао од речи Илири(а) и Да(рданиа), древних региона који су се налазили у савременој македонској републици. Као привремену меру ка уједињењу, ови албански политичари су се такође залагали за стварање албанског ентитета који би покривао отприлике половину републике и федерализовао Македонију. Албанске политичке странке су тврдиле да је референдум био демонстративан и уместо тога желеле да македонска држава призна Албанце као оснивачку етничку заједницу Македоније.
Албанци у независној Македонији имали су само 4% државних послова, средње школе на албанском језику су опали са десет на један, а албански језик на универзитету се учио као страни језик. Током 1990-их, протести Албанаца и тензије са македонском државом развили су се у инцидентима као што је влада наредила престанак истицања албанске заставе на општинским канцеларијама у Тетову и Гостивару, упоредо са споровима са албанским образовним сектором. Повратак са Косова неколико локалних Албанаца из професионалне елите у Македонију допринео је утицајем на албанско становништво јачањем албанске националне свести и мобилизацијом друштвено-политичке организације.
Завршетак рата на Косову (1999) резултирао је појавом изданака герилских група из ОВК попут Ослободилачке националне армије (ОНА). До 2001. године сукоб у северним деловима Републике Македоније избио је у побуну коју су водиле снаге македонске владе против ОНА која је избегавала исламске идентификације док је инсистирала на томе да се исламу уставно да једнак статус православљу. ОНА је такође инсистирала на проширењу образовања на албанском језику и владином финансирању универзитета на албанском језику. Борба за грађанску једнакост и равноправност ислама постала је повезана са овим захтевима који су постигнути Охридским споразумом (2001) који је окончао сукоб гарантовањем албанских права, (универзитетског) образовања, представљања владе и служења у полицији. Високопозиционирани чланови ОНА и албанског политичког естаблишмента у Македонији залагали су се за проширење права Албанаца у оквиру јединствене Македоније. Они су на сваки облик територијалне поделе гледали као на губитак за Албанце због њиховог неповољног демографског и политичког положаја. Албански националисти имали су сличне ставове јер нису желели да оставе историјске градове Скопље и Битољ за собом након отцепљења од Македоније. Религија није играла мобилизујући фактор током сукоба између Албанаца и Македонаца, иако постаје нови елемент у односима два народа.
После сукоба, Албанци у Македонији су поставили нове статуе албанских историјских личности попут Скендербега у Скопљу и дали школама имена по таквим појединцима, док су подигнута спомен обележја палим борцима ОВК и ОНА. Овакви догађаји су повећали тензије између Албанаца и Македонаца. Фигура Свете Мајке Терезе (1910-1997), католичке албанске часне сестре рођене у Скопљу, коришћена је у националистичке сврхе у Македонији јер се њено порекло оспорава, а на њено наслеђе полажу неке македонске и албанске елите из локалног политичког и академског спектра .
У контексту друштвене слике и стереотипа, албански националистички конструкти друге, попут Македонаца, доживљавају као незналице, а слични ставови постоје и на македонској страни Албанаца. Албански националисти виде македонску етничку припадност као коју су измислили Југословени да би ослабили Србију, спречили формирање других идентитета и легитимисали постојање македонске републике у комунистичкој Југославији. Македонце Албанци називају етничким колективитетом са термином Shkie (Словени) који такође носи пежоративне конотације. Неки македонски коментатори су забринути да албански националисти виде Македонце као особе без историјских територијалних права на области у Македонији које би постале део Велике Албаније и полагале право на скоро половину територије републике као што је некада промовисала Призренска лига.
У политичкој сфери албанске странке одржавају секуларне и националистичке платформе, подржавајући секуларни оквир државе уз инсистирање на заштити ислама и културе муслиманских конституената, уз контролу и мешање муслиманских институција. За разлику од Албаније и Косова, национални идентитет и ислам су традиционално повезани и јачи међу Албанцима из Македоније. Статус Албанаца који су мањина у Македонији и да су већина муслимани мешао је национални и верски идентитет у супротности са православном словенском македонском већином. Неки муслимански албански естаблишменти у Македонији сматрају да је бити добар муслиман синоним за бити Албанац. Језик остаје важан маркер идентитета етничких Албанаца у Македонији. Горња Река, регион западне Македоније, дом је хришћанске православне популације која говори албански језик и која се сама идентификује као Македонци. Контроверзе међу православним хришћанима из Горње Реке су се појавиле око идентитета и цркве са неколико истакнутих појединаца који су јавно изјашњавали албански идентитет или порекло и други који су позивали да Албанска православна црква буде присутна у региону.